# Mulhall, Oklahoma
Mulhall, Oklahoma (енгл. Mulhall) град је у америчкој савезној држави Оклахома.

## Демографија
По попису из 2010. године број становника је 225, што је 14 (-5,9%) становника мање него 2000. године.
| Група             | 2000.       | 2010.       |
| Белци             | 215 (90,0%) | 201 (89,3%) |
| Афроамериканци    | 0 (0,0%)    | 4 (1,8%)    |
| Азијати           | 0 (0,0%)    | 0 (0,0%)    |
| Хиспаноамериканци | 8 (3,3%)    | 7 (3,1%)    |
| Укупно            | 239         | 225         |